# Deux de couple masculin aux Jeux olympiques d'été de 2008
Pour un article plus général, voir Aviron aux Jeux olympiques d'été de 2008.
Navigation
Athènes 2004 Londres 2012
L'épreuve masculine de Deux de couple aux Jeux olympiques de 2008 s'est déroulée du 9 au 16 août 2008 sur le parc aquatique olympique de Shunyi.

## Horaires
Les temps sont donnés en heure standard de la Chine (UTC+8)
| Date                  | Temps       | Round            |
| --------------------- | ----------- | ---------------- |
| Samedi 9 août 2008    | 17:00-17:30 | Qualifications   |
| Lundi 11 août 2008    | 17:20-17:30 | Repêchage        |
| Mercredi 13 août 2008 | 16:30-16:50 | Demi-finales A/B |
| Mercredi 13 août 2008 | 17:30-17:40 | Finale C         |
| Vendredi 15 août 2008 | 17:40-17:50 | Finale B         |
| Samedi 16 août 2008   | 17:10-17:20 | Finale A         |

## Médaillés
| Or     | David Crawshay & Scott Brennan Australie      |
| Argent | Tõnu Endrekson & Jüri Jaanson Estonie         |
| Bronze | Matthew Wells & Stephen Rowbotham Royaume-Uni |

## Résultats

### Qualifications

#### Qualifications 1
| Classement | Rowers                                      | Pays             | Temps         | Notes |
| ---------- | ------------------------------------------- | ---------------- | ------------- | ----- |
| 1          | Rob Waddell, Nathan Cohen                   | Nouvelle-Zélande | 6 min 24 s 32 | SA/B  |
| 2          | Dzianis Mihal, Stanislau Shcharbachenia     | Biélorussie      | 6 min 27 s 18 | SA/B  |
| 3          | Clemens Wenzel (de), Karsten Brodowski (de) | Allemagne        | 6 min 29 s 60 | SA/B  |
| 4          | Bart Poelvoorde (nl), Christophe Raes (nl)  | Belgique         | 6 min 31 s 84 | R     |
| 5          | Wes Piermarini, Elliot Hovey (en)           | États-Unis       | 6 min 39 s 37 | R     |

#### Qualifications 2
| Classement | Rowers                                 | Pays            | Temps         | Notes |
| ---------- | -------------------------------------- | --------------- | ------------- | ----- |
| 1          | Matthew Wells, Stephen Rowbotham       | Grande-Bretagne | 6 min 26 s 33 | SA/B  |
| 2          | Ante Kušurin, Mario Vekić              | Croatie         | 6 min 27 s 38 | SA/B  |
| 3          | Tõnu Endrekson, Jüri Jaanson           | Estonie         | 6 min 27 s 95 | SA/B  |
| 4          | Alexander Kornilov (en), Alexey Svirin | Russie          | 6 min 44 s 46 | R     |
| 5          | Haidar Nozad (en), Hussein Jebur (en)  | Irak            | 7 min 00 s 46 | R     |

#### Qualifications 3
| Classement | Rowers                              | Pays      | Temps         | Notes    |          |
| ---------- | ----------------------------------- | --------- | ------------- | -------- | -------- |
| 1          | David Crawshay, Scott Brennan       | Australie | 6 min 21 s 39 | SA/B     |          |
| 2          | Jean-Baptiste Macquet, Adrien Hardy | France    | 6 min 21 s 92 | SA/B     |          |
| 3          | Luka Špik, Iztok Čop                | Slovénie  | 6 min 39 s 49 | SA/B     |          |
| 4          | Martin Yanakiev, Ivo Yanakiev       | Bulgarie  | 6 min 45 s 03 | R        |          |
| 5          | Su Hui, Zhang Liang                 | Chine     | excluded      | excluded | excluded |

### Repêchage
Qualification Rules: 1-3→SA/B, 4..→FC
| Classement | Rowers                                     | Pays       | Temps         | Notes |
| ---------- | ------------------------------------------ | ---------- | ------------- | ----- |
| 1          | Alexander Kornilov (en), Alexey Svirin     | Russie     | 6 min 23 s 52 | SA/B  |
| 2          | Bart Poelvoorde (nl), Christophe Raes (nl) | Belgique   | 6 min 24 s 01 | SA/B  |
| 3          | Martin Yanakiev, Ivo Yanakiev              | Bulgarie   | 6 min 24 s 70 | SA/B  |
| 4          | Wes Piermarini, Elliot Hovey (en)          | États-Unis | 6 min 26 s 05 | FC    |
| 5          | Haidar Nozad (en), Hussein Jebur (en)      | Irak       | 6 min 52 s 71 | FC    |

### Demi-finales A/B

#### Demi-finales A/B 1
| Classement | Athlète                                     | Pays             | Temps         | Notes |
| ---------- | ------------------------------------------- | ---------------- | ------------- | ----- |
| 1          | David Crawshay, Scott Brennan               | Australie        | 6 min 21 s 50 | FA    |
| 2          | Luka Špik, Iztok Čop                        | Slovénie         | 6 min 23 s 81 | FA    |
| 3          | Rob Waddell, Nathan Cohen                   | Nouvelle-Zélande | 6 min 24 s 16 | FA    |
| 4          | Ante Kušurin, Mario Vekić                   | Croatie          | 6 min 24 s 89 | FB    |
| 5          | Bart Poelvoorde (nl), Christophe Raes (nl)  | Belgique         | 6 min 26 s 91 | FB    |
| 6          | Clemens Wenzel (de), Karsten Brodowski (de) | Allemagne        | 6 min 28 s 46 | FB    |

#### Demi-finales A/B 2
| Classement | Athlète                                 | Pays            | Temps         | Notes |
| ---------- | --------------------------------------- | --------------- | ------------- | ----- |
| 1          | Jean-Baptiste Macquet, Adrien Hardy     | France          | 6 min 18 s 86 | FA    |
| 2          | Tõnu Endrekson, Jüri Jaanson            | Estonie         | 6 min 21 s 11 | FA    |
| 3          | Matthew Wells, Stephen Rowbotham        | Grande-Bretagne | 6 min 21 s 15 | FA    |
| 4          | Martin Yanakiev, Ivo Yanakiev           | Bulgarie        | 6 min 26 s 62 | FB    |
| 5          | Alexander Kornilov (en), Alexey Svirin  | Russie          | 6 min 27 s 75 | FB    |
| 6          | Dzianis Mihal, Stanislau Shcharbachenia | Biélorussie     | 6 min 32 s 76 | FB    |

### Finales

#### Finale C
| Classement | Athlète                               | Pays       | Temps         | Notes |
| ---------- | ------------------------------------- | ---------- | ------------- | ----- |
| 1          | Wes Piermarini, Elliot Hovey (en)     | États-Unis | 6 min 33 s 15 |       |
| 2          | Haidar Nozad (en), Hussein Jebur (en) | Irak       | 6 min 52 s 02 |       |

#### Finale B
| Classement | Athlète                                     | Pays        | Temps         | Notes |
| ---------- | ------------------------------------------- | ----------- | ------------- | ----- |
| 1          | Dzianis Mihal, Stanislau Shcharbachenia     | Biélorussie | 6 min 34 s 39 |       |
| 2          | Bart Poelvoorde (nl), Christophe Raes (nl)  | Belgique    | 6 min 35 s 55 |       |
| 3          | Clemens Wenzel (de), Karsten Brodowski (de) | Allemagne   | 6 min 37 s 97 |       |
| 4          | Martin Yanakiev, Ivo Yanakiev               | Bulgarie    | 6 min 45 s 91 |       |
| 5          | Alexander Kornilov (en), Alexey Svirin      | Russie      | 6 min 49 s 84 |       |
|            | Ante Kušurin, Mario Vekić                   | Croatie     | DNS           |       |

#### Finale A
| Classement | Athlète                             | Pays             | Temps         | Notes |
| ---------- | ----------------------------------- | ---------------- | ------------- | ----- |
|            | David Crawshay, Scott Brennan       | Australie        | 6 min 27 s 77 |       |
|            | Tõnu Endrekson, Jüri Jaanson        | Estonie          | 6 min 29 s 05 |       |
|            | Matthew Wells, Stephen Rowbotham    | Grande-Bretagne  | 6 min 29 s 10 |       |
| 4          | Rob Waddell, Nathan Cohen           | Nouvelle-Zélande | 6 min 30 s 79 |       |
| 5          | Jean-Baptiste Macquet, Adrien Hardy | France           | 6 min 33 s 36 |       |
| 6          | Luka Špik, Iztok Čop                | Slovénie         | 6 min 33 s 96 |       |

## Note
- Cet article est partiellement ou en totalité issu de l'article intitulé « Résultats détaillés des épreuves d'aviron aux Jeux olympiques d'été de 2008 » (voir la liste des auteurs).